# Rafael Llobet
Rafael Llobet (Rosselló, segle XVI - Rosselló, segle XVII després del 1638) va ser un religiós rossellonès.

## Biografia
Rafael Llobet era fill d'Onofre Llobet i de Marianna Faner. Es doctorà en dret canònic i fou canonge d'Elna, diòcesi de la qual exercí de vicari episcopal i en què suplí en el govern diversos bisbes absents. Així consta en les autoritzacions per publicar un llibre del 1618 (Fundación, consacración y episcopologio de las iglesias de Elna y San Juan de Perpiñán, rentas y cargos de su obispado i un del 1627 (Poc, Reginald. Vida y milagros de san Galderique.  Perpinán: en casa de Luis Roure librero, 1627.)
La intensa activitat episcopal del canonge Llobet es mostrà quan, pel gener del 1625, feu prendre i vendre en subhasta una certa quantitat de blat pertanyent a l'abat de Santa Maria de la Real, que no volia pagar uns diners que li reclamava el capítol d'Elna; posteriorment instruí un procés per abús de poder contra Llorenç Valls, vicari general de la Real, a qui feu engarjolar durant vuit mesos. Un cop alliberat, Valls contraatacà i el 1628 aconseguí que s'empresonés (breument) en Llobet i, tot i que l'autoritat papal finalment donà la raó a Elna, el capítol hagué de pagar part de les costes del procés. També es ressenya que el 1629 Rafael Llobet fou enviat com a visitador episcopal a la parròquia d'Escaró (Conflent), amb l'objectiu de dissuadir els pagesos de treballar en diumenge i que, el 19 de gener del 1630, en la seva visita a Rigardà, autoritzà els vilatans a reconstruir l'església parroquial en un lloc distint de l'emplaçament original, bastint-la amb alguns elements aprofitats de l'antiga església de Santa Eulàlia de Vilella. Llobet també se significà per actuar de procurador de bisbes que no s'havien pogut incorporar a la diòcesi, com ho feu el 18 de febrer del 1635 quan prengué possessió del bisbat en nom de l'absent Gaspar de Prieto, i el 21 de març del 1637 en fer, en nom d'aquest, el jurament episcopal; o el 9 de desembre del 1638, quan prestà jurament en nom del bisbe Francisco Pérez-Roy que no arribaria a la ciutat fins al dia 18 següent.
A l'octubre del 1634, i juntament amb Felip de Sorribes i Rovira i Antoni Garaut, va ser enviat pels diputats del General en ambaixada davant d'Enric d'Aragó (lloctinent de Catalunya i en aquella època residint a Perpinyà) per demanar l'alliberament de dos mercaders empresonats per ordre seva a Barcelona. A l'any següent participà en una nova ambaixada davant del Lloctinent, aquest cop en protesta pel trasllat de la Reial Audiència, de Barcelona a Girona
En la seva faceta legal i intel·lectual, Rafel Llobet (juntament amb els també assessors del General Josep Juallar i Josep Ramon) signà el juny de 1630 un dictamen sobre la facultat de gràcia dels diputats en favor dels inculpats en certs delictes. Després d'haver sigut rector de la universitat de Perpinyà els anys 1630-1631, el 1633 n'ocupava el càrrec de canceller, sense deixar d'exercir, però, de vicari episcopal del bisbe Parcero. En morir, Llobet era canceller del Reial Audiència de Catalunya.